# تحلية مياه الآبار
عملية تحلية مياه الآبار تعتبر في الدرجة الثانية من التعقيد الفني بعد تحلية مياه البحر وتكمن المشكلة الرئيسية فيها في وجود أملاح كربونات الكالسيوم بنسبة عالية وكذلك السيليكات والتي تسبب سرعة انسداد الأغشية في بعض الأحيان كما أنه في بعض الأحيان تتركز فيها الأملاح لدرجات عالية جدا تصل إلى أعلى من ملوحة ماء البحر.